# دور دنیا در هشتاد روز (فیلم ۱۹۱۹)
دور دنیا در هشتاد روز (انگلیسی: Around the World in Eighty Days) یک فیلم صامت آلمانی به کارگردانی و تهیه‌کنندگی ریچارد اوسوالد است که در سال ۱۹۱۹ منتشر شد. این فیلم بر اساس رمان دور دنیا در هشتاد روز اثر ژول ورن ساخته شده است.